# Bibasis
Bibasis  (лат.) — род бабочек из семейства толстоголовок.

## Описание
Бабочки мелких размеров. Размах крыльев представителей рода 35—55 мм. Окраска крыльев коричневая с рыжеватым оттенком с синими, желтыми и красными пятнами или светло-желтыми полосами. Крылья широкие, передние — заостренные у вершины, задние — со слегка оттянутым заостренным анальным углом. Голова крупная с широким лбом. Усики с веретеновидной булавой с сильно оттянутым и заостренным концом.

## Систематика

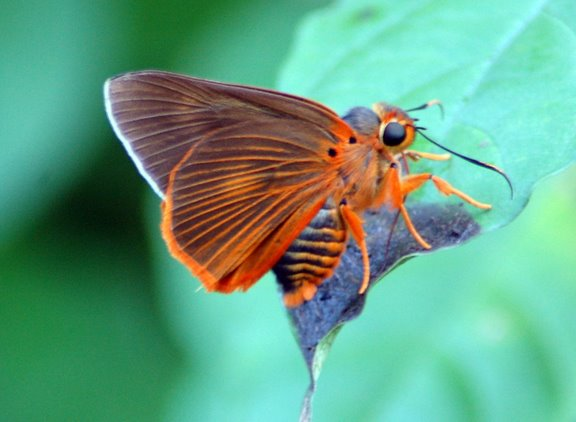
Bibasis jaina

Род включается около 20 видов, распространённых в Индии, Восточной и Юго-Восточной Азии. На территории России обитает 1 вид (Bibasis aquilina).
- Bibasis amara
- Bibasis anadi
- Bibasis aquilina (Speyer, 1879)
- ? Bibasis arradi Nicer
- Bibasis etelka (Hewitson, [1867])
- Bibasis gomata
- Bibasis harisa
- Bibasis iluska (Hewitson, 1867)
- Bibasis imperialis Plötz, 1886
- Bibasis jaina
  - Bibasis jaina formosana (Fruhstorfer, 1911)
- ? Bibasis kanara (Evans, 1926)
- Bibasis mahintha Moore 1874 (Hewitson, 1867)
- Bibasis miraculata Evans, 1949
- Bibasis oedipodea
- Bibasis owstoni Eliot, 1980
- Bibasis phul (Mabille, 1876)
- Bibasis sena
- Bibasis striata (Hewitson, [1867])
- Bibasis tuckeri Elwes & Edwards, 1897
- Bibasis unipuncta Lee, 1962
- Bibasis vasutana